# Allan Törnberg
Allan Erik Hubert Törnberg, född 27 mars 1907 i Hässjö församling, Medelpad, död 2 december 1956 i Matteus församling, Stockholm, var en svensk evangelist och predikant, författare och tonsättare. Han finns representerad i 1986 års psalmbok med två verk (nr 30 och 47). Hans texter blir fria att återges år 2026, då författaren varit död i 70 år. 
Allan Törnberg var i unga år evangelist i Bollnäs. Han gifte sig 1933 med Elsa Höök från Bollnäs och var efter det medarbetare till Lewi Pethrus i Filadelfiaförsamlingen i Stockholm i omkring tio år. Sedan följde fyra år i Göteborg innan familjen återvände till Stockholm där Törnberg blev vice föreståndare i Filadefiaförsamlingen. Han gjorde många predikoresor och vid en sådan resa till Falun drabbades han av ett malariaanfall och hjärtförlamning, som han avled av vid 49 års ålder. 
Han var far till sångerskan Barbro Törnberg-Karlsson. Allan Törnberg är begravd på Norra begravningsplatsen utanför Stockholm.

## Psalmer
- Gud är trofast! Så ljöd sången (nr 30) text och melodi 1951.
- Säg, känner du det underbara namnet (nr 47) text och melodi 1935.